# Arvid Posse
Arvid Rutger Fredriksson Posse (ur. 15 lutego 1820 w gminie Helsinborg, zm. 24 kwietnia 1901 w Sztokholmie) – premier Szwecji w latach 1880–1883.